# Anelli di Newton

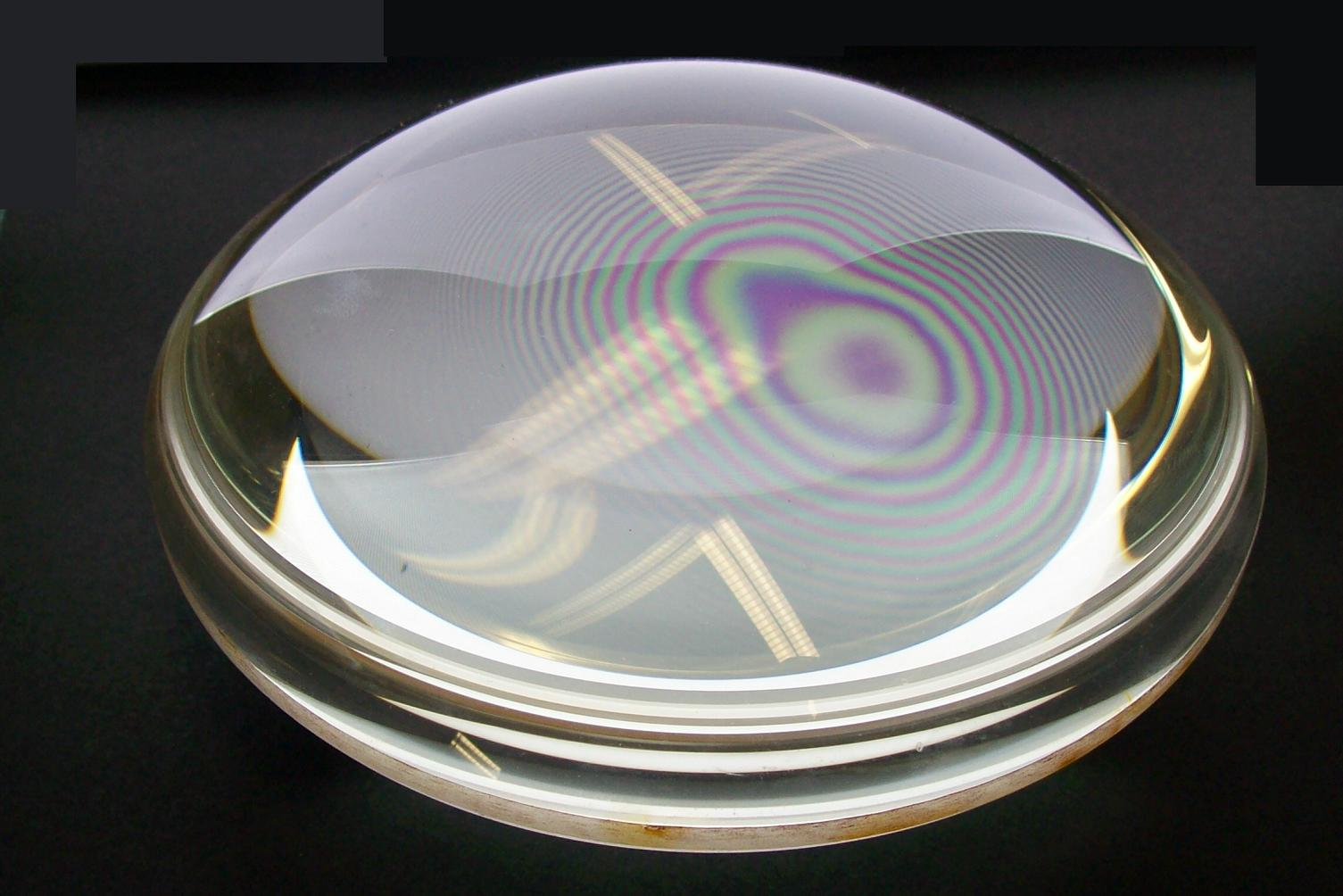
Anelli di Newton visibili tra due lenti piano-convesse, disposte con le loro superfici piane a contatto tra loro. Gli anelli sono creati dalla interferenza tra la luce (bianca) riflessa dalle due superfici, dimostrando che queste superfici non sono propriamente piane bensì leggermente convesse.

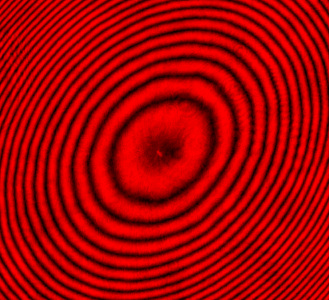
Anelli di Newton visibili tra due lenti piano-convesse illuminate da luce laser (monocromatica) a 650nm.

Il fenomeno degli anelli di Newton, che prende il nome da Isaac Newton, è una figura di interferenza dovuta alla rifrazione della luce tra due superfici: una sferica e l'altra piana, adiacente alla prima.
Quando il fenomeno viene prodotto mediante luce monocromatica, si osserva una serie di anelli concentrici, alternatamente chiari e scuri, centrati nel punto di contatto tra le due superfici.
Quando viene prodotto mediante luce bianca, si osserva una distribuzione di anelli aventi i colori dello spettro visibile, ovvero gli stessi dell'arcobaleno. In questo caso, infatti, le differenti lunghezze d'onda che compongono la luce interferiscono in corrispondenza di diversi spessori dello strato d'aria tra le due superfici.
Gli anelli chiari sono prodotti dall'interferenza costruttiva tra i raggi di luce riflessi da entrambe le superfici, mentre gli anelli scuri sono prodotti dall'interferenza distruttiva.
Inoltre, gli anelli esterni sono più sottili di quelli interni. Procedendo verso l'esterno, per esempio, da un anello scuro verso il successivo, la differenza di cammino ottico aumenta della stessa quantità {\displaystyle \lambda }, che corrisponde ad un incremento di spessore dello strato d'aria {\displaystyle \lambda /2}. Dato che l'inclinazione della superficie della lente aumenta verso l'esterno, la distanza di separazione tra gli anelli diventa sempre più piccola per gli anelli più esterni.
L'equazione del raggio {\displaystyle r} dell'{\displaystyle m}-esimo anello chiaro è:
{\displaystyle r_{m}=\left[\left(m+{1 \over 2}\right)\lambda R\right]^{1/2}}
dove
{\displaystyle R} è il raggio di curvatura della lente attraversata dalla luce
{\displaystyle m} è 0,1,2,3... è il numero d'ordine dell'anello di cui si vuole conoscere il raggio
{\displaystyle \lambda } è la lunghezza d'onda della luce che attraversa la lente
Il fenomeno fu descritto per la prima volta da Robert Hooke nel suo libro Micrographia (1665), mentre una prima analisi quantitativa è da attribuire a Isaac Newton il quale, non credendo affatto nella natura ondulatoria della luce, non riuscì a fornirne una spiegazione scientifica soddisfacente.